# Companhia Hidrelétrica do São Francisco
La Companhia Hidrelétrica do São Francisco -CHESF- (Compañía Hidroeléctrica del San Francisco) es una empresa brasileña de electricidad que explora la cuenca hidrográfica del Río São Francisco. 
La CHESF genera y transporta energía eléctrica desde sus plantas hidroeléctricas hacia todas las ciudades del nordeste de Brasil. Su principal fuente de energía es el Río São Francisco. Depende del grupo Eletrobrás.
- Datos: Q5011113
- Multimedia: Companhia Hidrelétrica do São Francisco / Q5011113